# Manueliini
Tribu
Genre
Manueliini est une tribu d'abeilles. Manuelia est le seul genre de la tribu.

## Liste des espèces
Selon ITIS (4 juin 2016) :
- Manuelia gayatina (Spinola, 1851)
- Manuelia gayi (Spinola, 1851)
- Manuelia postica (Spinola, 1851)